# Miguel Jiménez Ponce
Miguel Jiménez Ponce (Ruiz, Nayarit, 14 de marzo de 1990) es un futbolista profesional mexicano que juega en la posición de guardameta, su equipo actual es el Club Puebla de la Primera División de México.

## Trayectoria

### Inicios
Ingresa a las fuerzas básicas de las Chivas, en el año 2000 donde comenzó jugando entre la sub-13, sub-15, sub-17 y sub-20, destacando en fuerzas inferiores fue mandado a Chivas Rayadas de la Segunda División de México, donde fue factor en el equipo.
Fue el guardameta titular del conjunto de las Chivas Rayadas que conquistó el título de la Liga Premier de la Segunda División en el Torneo Revolución 2011.
Al destacar con el equipo de Segunda División fue visoriado por José Luis Real, donde realizó pretemporada con el primer equipo rumbo al Apertura 2011, donde fue registrado como tercer portero detrás de José Antonio Rodríguez como segundo portero y Luis Michel como portero titular.
Para el Clausura 2012, al no entrar en planes de Fernando Quirarte fue enviado al segundo equipo Chivas Rayadas.

### Coras Fútbol Club
Sin poder debutar en Primera División, además haber superado el límite de edad con las Chivas en sus fuerzas básicas, y no entrar en planes de Carlos Bustos en el Draft Apertura 2014 fue enviado al Coras Fútbol Club del Ascenso MX, en calidad de préstamo por 1 año. El 29 de julio de 2015, hace su debut profesional en la Copa México contra los Monarcas Morelia.
Debuta en el Ascenso MX el 9 de octubre de 2015 en el partido de Cafetaleros de Tapachula contra Coras, quedando con marcador de 1-2 a favor del conjunto nayarita, del Apertura 2015.

### Club Deportivo Guadalajara
En el Draft Clausura 2016, tras ser visoriado por Matías Almeyda Chivas anunció su regreso convirtiéndose en el cuarto refuerzo de cara al Clausura 2016, donde se volvió el tercer portero de Chivas, detrás de José Antonio Rodríguez y Rodolfo Cota. El 3 de febrero de 2016, debuta con los rojiblancos en la Copa MX en la victoria de 0-1 ante los Leones Negros, en el Estadio Jalisco.
Para el Clausura 2017, tras la salida de José Antonio Rodríguez, al Club León se convierte en el segundo portero de Chivas, donde se volvió arquero titular en los partidos de la Copa MX. 
El 19 de abril de 2017 se convierte en factor de la final de la Copa MX, donde atajó todos los penales del Morelia dándole así su cuarto título a Chivas en Copa MX.
A los 27 años de edad debuta en Primera División el 18 de noviembre de 2017, ante el Club León correspondiente a la jornada 17 del Apertura 2017. El 1 de junio de 2019, Chivas anuncia que Jiménez es transferible del equipo, al no entrar en planes de Tomas Boy.

### Tampico Madero Fútbol Club
El 18 de junio de 2019, se oficializa el traspaso del Wacho al Tampico Madero Fútbol Club, en calidad de préstamo por 1 año con opción a compra. El 2 de agosto de 2019, debuta con la Jaiba Brava, en la derrota de 1-2 ante los Dorados de Sinaloa. 
El 27 de agosto de 2019, fue nombrado el mejor portero de la jornada 4, gracias a sus actuaciones en la victoria de 0-1 contra los Cimarrones de Sonora.

### Club Deportivo Guadalajara (Segunda Etapa)
Reportó con el Guadalajara para la pretemporada del Apertura 2020 bajo las órdenes de Luis Fernando Tena, posteriormente el 18 de junio de 2020 Chivas hace oficial su regreso en su segunda etapa, convirtiéndose en el segundo refuerzo de Chivas de cara al Apertura 2020.

### Club Puebla
Al no entrar en planes del entrenador técnico del Guadalajara, Fernando Gago, se fue transferido en condición de agente libre al Club Puebla y el Jueves 6 de junio se hace oficial su fichaje.

## Selección nacional

### Selección absoluta
El 19 de mayo del 2023, gracias a sus buenas participaciones con Chivas, fue convocado por el técnico Diego Cocca, en la lista preliminar de 40 jugadores de cara a la Liga de Naciones de la Concacaf, pero Finalmente fue descartado de la Lista Final por Antonio Rodríguez.

## Palmarés

### Campeonatos nacionales
| Título       | Club        | País           | Año  |
| ------------ | ----------- | -------------- | ---- |
| Supercopa MX | Guadalajara | Estados Unidos | 2016 |
| Copa MX      | Guadalajara | México         | 2017 |
| Liga MX      | Guadalajara | México         | 2017 |

### Campeonatos internacionales
| Título            | Club        | País   | Año  |
| ----------------- | ----------- | ------ | ---- |
| Liga de Campeones | Guadalajara | México | 2018 |